# 蒙古高山䶄
蒙古高山䶄（学名：Alticola semicanus）也称灰色高山䶄，一种分布于亚洲中部蒙古高原地区的啮齿动物，隶属于仓鼠科高山䶄属。

## 形态特征
蒙古高山䶄属于一种中小型鼠类，体长约93～130毫米，尾短，其长度不超过体长的30%。背部为灰棕色，幼体灰色较重，成体棕褐色较为明显；腹部棕黄色；尾部大部分为白色。